# Pošli to tam!
Pošli to tam! je studiové album českého hudebníka Michala Pavlíčka. Vyšlo nejprve 22. března 2019 na CD a pak 3. května 2019 na dvojité gramofonové desce. Na desce zpívali například Vlastimil Třešňák, Richard Müller a Monika Načeva. Autory textů jsou mimo jiné Jan Sahara Hedl, Jáchym Topol a Michal Horáček. Obsahuje ale i instrumentální skladby. Píseň „Odcházení“ je vzpomínkou na Václava Havla. Autorem obalu alba je Stefan Milkov. Album mělo původně vyjít v roce 2018, ale kvůli Pavlíčkovým zdravotním potížím bylo jeho vydání odloženo. Jde o Pavlíčkovo první čistě sólové album po devíti letech – naposledy vydal v roce 2010 trojalbum Srdeční záležitosti.

## Seznam skladeb
1. Dunění
2. Anděl
3. Zhurta
4. Časy jsou zlý
5. Modrý pták
6. Babalu
7. Ve znamení Jayi
8. Pošli to tam!
9. Ztracenej čas
10. Jseš tak romantická
11. Rajský trauermarš
12. Odcházení
13. Červánky
14. Jen ten kdo zabloudí, najde cestu
15. Bioelektrik
16. Na druhém břehu